# Chantal Blaak
Chantal Blaak (Roterdão, 22 de outubro de 1989) é uma ciclista profissional neerlandesa. Destacou como amador em campeonatos nacionais, incluindo nos de pista, até que em 2008 estreia como profissional depois de destacar internacionalmente no Campeonato Mundial Contrarrelógio Juvenil 2007 ao acabar 5.ª e no mesmo campeonato em estrada ao acabar 10.ª. Como profissional fez-se com várias vitórias em provas amadoras e profissionais destacando o Open de Suède Vargarda 2014 (prova pontuável para a Copa do Mundo).

## Palmarés
- 2009
  - Therme Kasseienomloop
  - 2.ª no Campeonato dos Países Baixos em Estrada 
  - Campeonato Europeu em Estrada sub-23

- 2011
  - 1 etapa do RaboSter Zeeuwsche Eilanden
  - Erondegemse Pijl

- 2014
  - Molecaten Drentse 8
  - 1 etapa do Energiewacht Tour
  - Open de Suède Vargarda

- 2015
  - Le Samyn des Dames
  - 1 etapa do Emakumeen Euskal Bira
  - 3.ª no Campeonato dos Países Baixos Contrarrelógio

- 2016
  - Le Samyn des Dames
  - Tour de Drenthe feminino
  - Gante-Wevelgem
  - 1 etapa do Energiewacht Tour
  - 2.ª no Campeonato dos Países Baixos Contrarrelógio 
  - Boels Rental Ladies Tour

- 2017
  - 1 etapa do Healthy Ageing Tour
  - Campeonato dos Países Baixos em Estrada  
  - Campeonato Mundial em Estrada

- 2018
  - 1 etapa do Healthy Ageing Tour
  - Amstel Gold Race
  - Campeonato dos Países Baixos em Estrada  
  - 1 etapa do Boels Ladies Tour

- 2019
  - Omloop Het Nieuwsblad
  - 2.ª nos Jogos Europeus Contrarrelógio

- 2020
  - Le Samyn des Dames
  - Volta à Flandres

- 2021
  - Strade Bianche
  - Dwars door het Hageland
  - Simac Ladies Tour
  - Drentse Acht van Westerveld

## Resultados

### Grandes Voltas e Campeonatos do Mundo
Durante a sua carreira desportiva tem conseguido os seguintes postos nas Grandes Voltas femininas e nos Campeonatos do Mundo em estrada:
| Corrida                | Corrida                | 2008 | 2009 | 2010 | 2011 | 2012 | 2013 | 2014 | 2015 | 2016 | 2017 | 2018 | 2019 | 2020 | 2021 |
| ---------------------- | ---------------------- | ---- | ---- | ---- | ---- | ---- | ---- | ---- | ---- | ---- | ---- | ---- | ---- | ---- | ---- |
|                        | Giro d'Italia          | —    | —    | 62.ª | 43.ª | —    | Ab.  | 38.ª | 49.ª | —    | 41.ª | 50.ª | Ab.  | 18.ª | Ab.  |
|                        | Tour de l'Aude         | —    | —    | —    | X    | X    | X    | X    | X    | X    | X    | X    | X    | X    | X    |
|                        | Grande Boucle          | —    | —    | X    | X    | X    | X    | X    | X    | X    | X    | X    | X    | X    | X    |
| Mundial em Estrada     | Mundial em Estrada     | —    | 23.ª | Ab.  | 98.ª | —    | —    | 17.ª | 61.ª | 50.ª | 1.ª  | 44.ª | 43.ª | 12.ª | 32.ª |
| Mundial Contrarrelógio | Mundial Contrarrelógio | —    | —    | —    | —    | —    | —    | 13.ª | —    | —    | —    | —    | —    | —    | —    |

—: não participa

Ab: abandono

X: edições não celebradas

### Campeonatos e JJOO
| Corrida            | Especialidad   | 2008          | 2009          | 2010          | 2011          | 2012          | 2013          | 2014          | 2015          | 2016          | 2017          | 2018          | 2019          | 2020          | 2021          |
| ------------------ | -------------- | ------------- | ------------- | ------------- | ------------- | ------------- | ------------- | ------------- | ------------- | ------------- | ------------- | ------------- | ------------- | ------------- | ------------- |
| Jogos Olímpicos    | Rota           | —             | Não disputado | Não disputado | Não disputado | —             | Não disputado | Não disputado | Não disputado | —             | Não disputado | Não disputado | Não disputado | Não disputado | —             |
| Jogos Olímpicos    | Contrarrelógio | —             | Não disputado | Não disputado | Não disputado | —             | Não disputado | Não disputado | Não disputado | —             | Não disputado | Não disputado | Não disputado | Não disputado | —             |
| Campeonato Mundial | Rota           | —             | 23.ª          | Ab.           | 98.ª          | —             | —             | 17.ª          | 61.ª          | 50.ª          | 1.ª           | 44.ª          | 43.ª          | 12.ª          | 32.ª          |
| Campeonato Mundial | Contrarrelógio | —             | —             | —             | —             | —             | —             | 13.ª          | —             | —             | —             | —             | —             | —             | —             |
| Campeonato Europeu | Rota           | X             | X             | X             | X             | X             | X             | X             | X             | 45.ª          | 62.ª          | 23.ª          | 28.ª          | 4.ª           | Ab.           |
| Campeonato Europeu | Contrarrelógio | X             | X             | X             | X             | X             | X             | X             | X             | —             | —             | —             | —             | —             | —             |
| Jogos Europeus     | Rota           | Não disputado | Não disputado | Não disputado | Não disputado | Não disputado | Não disputado | Não disputado | Ab.           | Não disputado | Não disputado | Não disputado | 66.ª          | Não disputado | Não disputado |
| Jogos Europeus     | Contrarrelógio | Não disputado | Não disputado | Não disputado | Não disputado | Não disputado | Não disputado | Não disputado | —             | Não disputado | Não disputado | Não disputado | 2.ª           | Não disputado | Não disputado |
| Países Baixos      | Rota           | 43.ª          | 2.ª           | 11.ª          | 3.ª           | —             | 26.ª          | 19.ª          | 10.ª          | 34.ª          | 1.ª           | 1.ª           | 13.ª          | 7.ª           | 41.ª          |
| Países Baixos      | Contrarrelógio | 11.ª          | 9.ª           | 10.ª          | —             | —             | 9.ª           | 4.ª           | 3.ª           | 2.ª           | 6.ª           | 5.ª           | —             | X             | —             |
| Corrida            | Especialidad   | 2008          | 2009          | 2010          | 2011          | 2012          | 2013          | 2014          | 2015          | 2016          | 2017          | 2018          | 2019          | 2020          | 2021          |

—: Não participa 

Ab.: Abandona 

X: Não se disputou

## Equipas
- - AA Drink/Leontien.nl (2008-2012)
  - AA Drink Cycling Team (2008)
  - Leontien.nl (2009-2010)
  - AA Drink-leontien.nl Cycling Team (2011-2012)
  - Forno d'Assolo-Colavita (2012)
  - Team TIBCO-To The Top (2013)
  - Specialized-Lululemon (2014)
  - Boels-Dolmans/SD Worx (2015-2022)
  - Boels-Dolmans Cycling Team (2015-2020)
  - Team SD Worx (2021-2022)